# Kitty the Kool
Kitty the Kool est un jeu développé et édité par Imagineer sur PlayStation en 1998 et qui reprend le principe de PaRappa the Rapper (comme de nombreux jeux de musique).

## Histoire
Kitty veut devenir une star de la danse, et pour ce faire, elle doit se produire devant une foule qui ne cesse de grandir au fil des niveaux.
D'autres personnages de Sanrio sont là pour l'aider : Badztmaru (son agent), Monkichi (le DJ), Pochacco (le batteur), Keroppi, Pokopon et ainsi de suite.

## Système de jeu
Contrairement au jeu PaRappa, les enchaînements de touches ne sont pas fixes et chacun peut ainsi créer sa propre chorégraphie. Il faut simplement respecter le tempo indiqué en bas de l'écran.
Kitty the Kool est un jeu volontairement facile, il est possible pour un joueur moyen de le terminer en une seule partie. En effet, malgré l'utilisation tour à tour des touches directionnelles, des touches rond, croix, triangle, carré et des touches latérales, le joueur n'est jamais dans l'obligation d'utiliser plus de 4 touches à la fois. Donc, les niveaux sont donc d'une difficulté constante. De plus, le jeu ne comporte que 4 ou 5 niveaux qui sont maîtrisés rapidement.
Au niveau musical, on retrouve principalement des titres de style J-pop (musique pop japonaise). Tous les personnages sont également entièrement doublés en japonais.